# Международна олимпиада по немски език
Международна олимпиада по немски език (на немски: Internationale Deutscholympiade, IDO) – най-престижното международно състезание в областта на немския език. Провежда се в Германия, но градовете домакини се менят.
Право на участие имат ученици от девети и десети клас на всички училища, които учат немски като първи, втори или трети чужд език. Който е живял повече от шест месеца в немски говореща страна, не се допуска до участие. На IDO 2014 участват Бразилия, САЩ, Канада, Исландия, Финландия, Ирландия, Холандия, Дания, Полша, Чехия, Словакия, Унгария, Словения, Сърбия, Босна и Херцеговина, Хърватия, Македония, Албания, България, Румъния, Молдова, Русия, Латвия, Естония, Грузия, Турция, Кипър, Казахстан, Узбекистан, Таджикистан, Иран, Афганистан, Индия, Китай, Япония, Виетнам, Нова Зеландия и Индонезия, или 39 държави от 5 континента.
Групите в олимпиадата са две: ниво А2 и ниво B2. Състезателите разиграват участват в различни съревнования на немски език, които се оценяват от жури, съставено от писатели, журналисти и прфесори по немски език, минават през няколко писмени и устни изпита пред комисия. Победителите имат право на едномесечна стипендия в Германия.

## България на олимпиадата
През 2010 ученичката от 91 НЕГ „Проф. Константин Гълъбов“ Михаела Антонова печели първо място в категорията „Напреднали“ (B2).
| № | Име              | Държава  |
| - | ---------------- | -------- |
| 1 | Михаела Антонова | България |
| 2 | Люси Льобрьон    | Франция  |
| 3 | Михаил Кемпски   | Полша    |